# カテリーニ

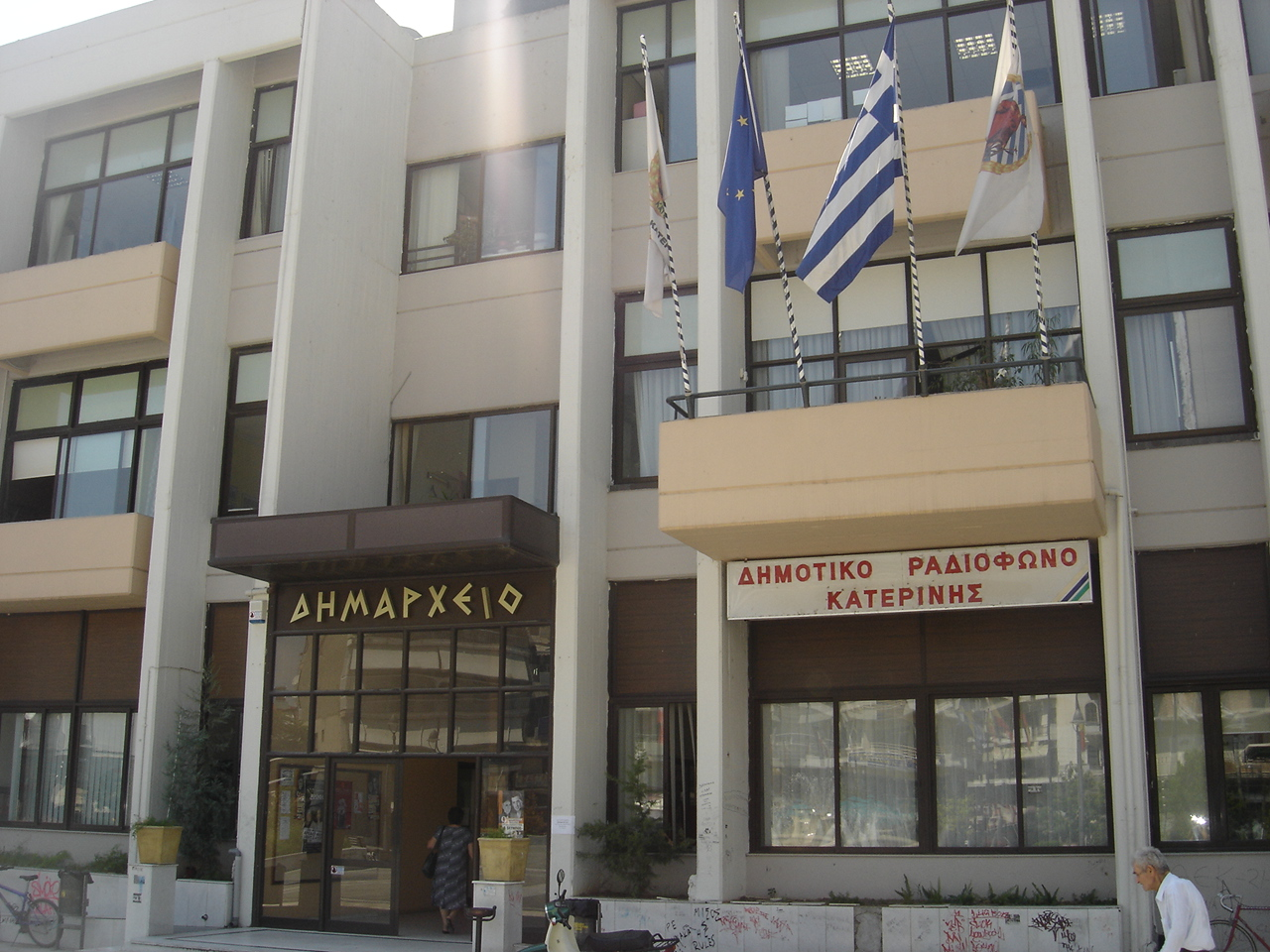
市庁舎

カテリーニ（ギリシア語: Κατερίνη、英: Katerini）は、ギリシャの中央マケドニアにある都市。

## 地理・交通
ピエリア県の県都。オリンポス山とテルマイコス湾に挟まれたピエリアン平原に位置し、標高は14m。市街地は国内で最も歴史が浅く、2001年の国勢調査で5万6576人が暮らす。国内第二の都市、テッサロニキの近くにあるため、テッサロニキと首都アテネとをつなぐ高速道路（GR-1とE75）や古代のオドス街道が通る交通の要衝で、近年はこの地の利を生かして発展してきた。この2都市の間には都市間鉄道やローカル電車も通っており、町にはバスのハブステーションがある。

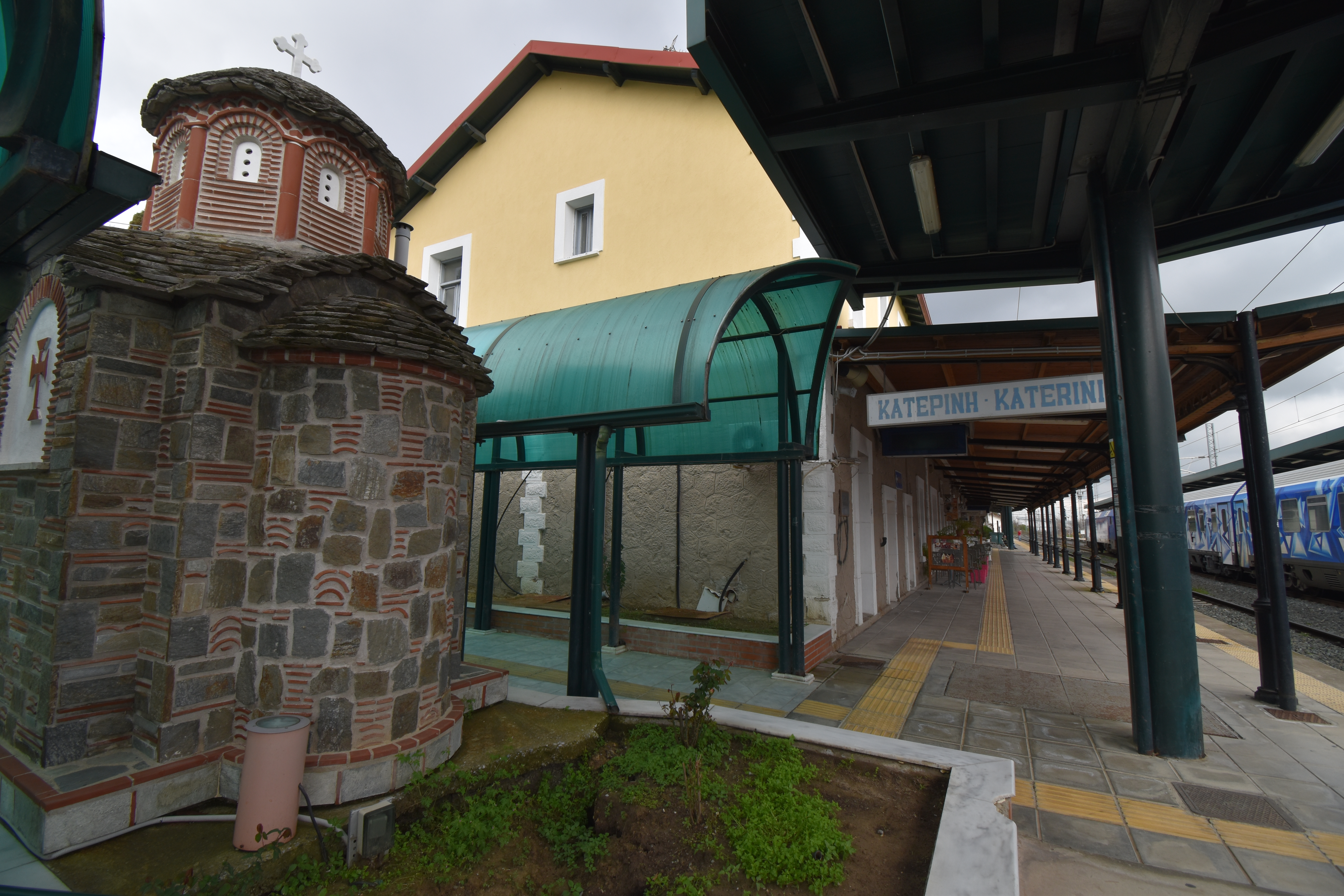
カテリーニ駅

## 地名
カテリーニという地名の由来についてははっきりしていない。13世紀頃の地図によれば旧称は「ハテラ」で、19世紀のフランス人外交官フランソワ・プークヴィルは「カテリ・ハテラ」と表記している。一般的な説によれば、ギリシャ正教会の殉職者アレクサンドリアのカタリナにちなむとされ、これは19世紀頃に街の東端に建てられた聖カタリナを祀る教会に由来するとも、4世紀にカタリナ本人が同地で暮らしていたことに由来するともいわれている。この説は現地の住民にも影響を与え、20世紀初頭までは「アギア・アイカテリーニ」と呼ばれていたが、のちに略称の「カテリーニ」として残ることになった。
ミキス・テオドラキスの歌“To treno feugei stis okto”にもカテリーニの名が登場するが、この歌は今日でも人気がある。

## 歴史
1912年10月16日にオスマン帝国の手から解放された。1941年4月14日にドイツ陸軍に占領されたが、4年後に解放された。

## 観光
市街から6kmほどのところに広がる海や紀元前5世紀に築かれた古都ディオン（市街から17km）、プラタモンにヴェネツィア共和国が築いた城塞などが観光スポットとして人気である。夏にはコリノス、パラリア、オリンピアキ・アクティ（カテリノスカーラ）などのビーチが国内外の観光客でにぎわう。オリンポス山のふもとにあるリトチョロの街とは20kmほどの距離がある。

## 人口推移
| 年度   | 町としての人口 | 自治体としての人口 |
| ------ | -------------- | ------------------ |
| 1981年 | 3万8404        | -                  |
| 1991年 | 4万3613        | 4万8673            |
| 2001年 | 5万510         | 5万6576            |

## サッカー
現在第二部でプレイするピエリコスFCとエスニコス・カテリーニFCの2チームが本拠地としている。

## ゆかりの人物
- アレクサンドロス・ツィオリス - サッカー選手
- キリアコス・パパドプーロス - サッカー選手
- ステリオス・マレザス - サッカー選手

## 姉妹都市
- チャチャク（セルビア）
- モースブルク（オーストリア）
- マインタール（ドイツ）
- スルグト（ロシア）